# 社会距離拡大戦略

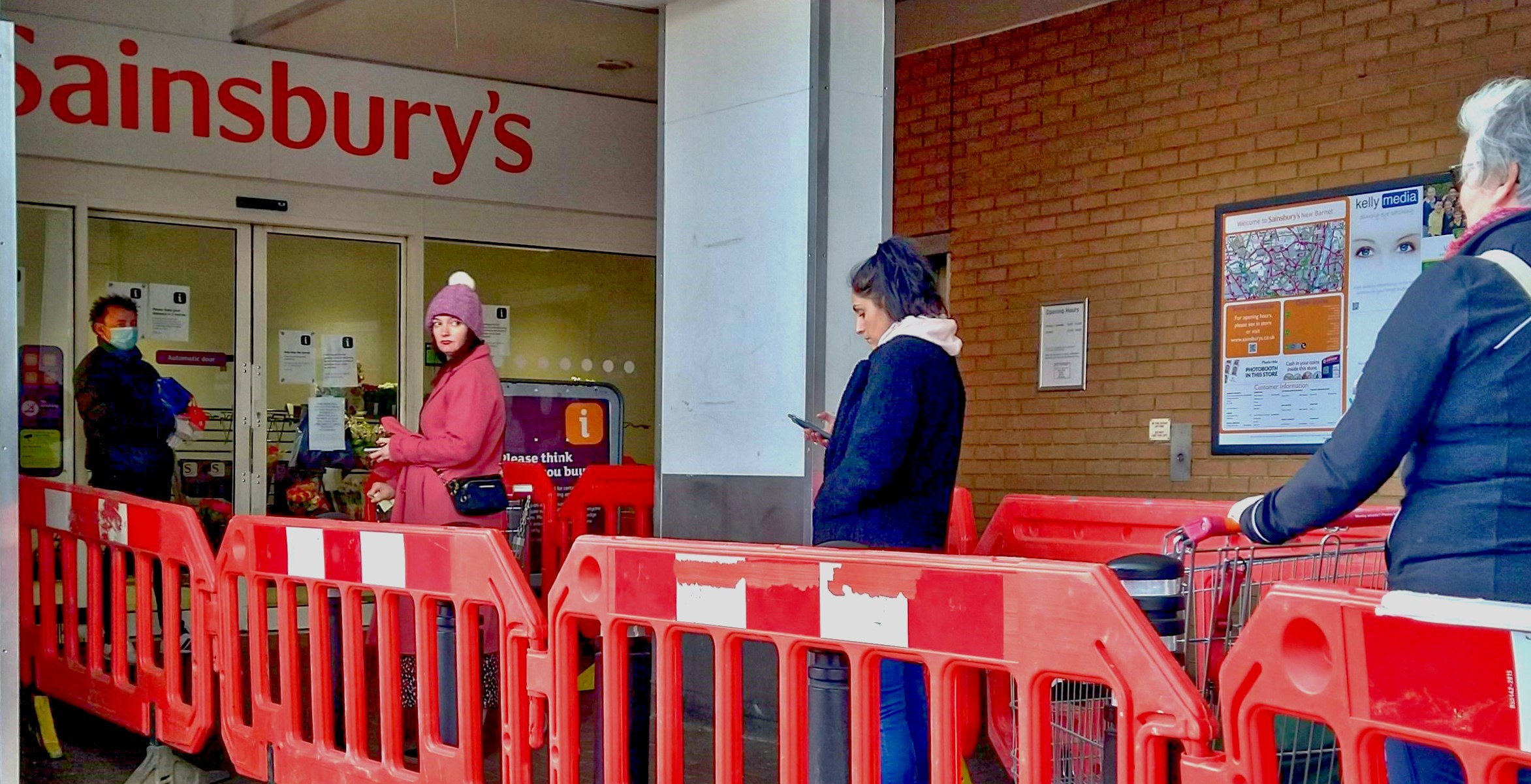
2020年における新型コロナウイルス感染症（COVID-19）のパンデミック（広範囲の流行）の際に、店への入店待ちをするのに社会距離を保つ人々。店内で買い物客同士の距離を確保するために、一度に入店できる人数が制限されている。

社会距離の拡大によって感染症の伝播率が減少し、急激な拡大が止まる仕組み。

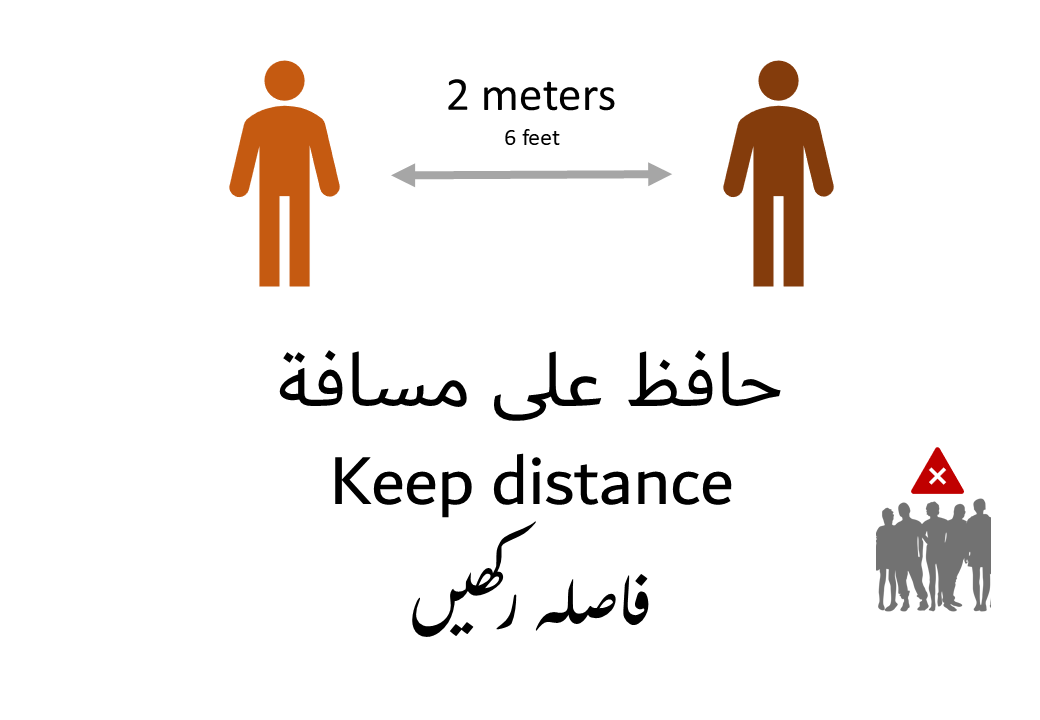
COVID19のパンデミック時に社会距離の拡大を呼びかけるポスター (アラビア語・英語・ウルドゥー語)

社会距離拡大戦略（しゃかいきょりかくだいせんりゃく、英語: social distancing） は、感染症の拡散を停止または減速させることを目的とした、医薬品を使わない感染抑制のための手段である。それは、人と人との間に物理的な距離を取ることによって人が互いに密接な接触を行う機会を減少させる方策のことであり、典型的には他者から一定の距離を保つこと（どの距離が適切かは、時と場合によって、また国によって異なることがある）や、大きなグループでの集まりを避けることを含む。 社会距離を置く目的は、感染症のある人と感染していない人との接触の可能性を減らし、病気の伝染、罹患率、そして最終的には死亡率を最小限にすることである。
日本語表記は他に、社会的距離戦略、社会距離戦略、人的接触距離の確保、社会的距離の確保、英語を片仮名で転写したソーシャル・ディスタンシングや、意訳した人混みを避ける措置などがある。なお、社会学用語のSocial distanceの訳語である社会的距離（日本では英語を転写して、そのままソーシャルディスタンスとも） は本来は別概念であるが、日本語でも英語でも物理的な対人間の距離を示す語としてあまり区別なく用いられることがある。また、「社会的距離」はSocial distancingの訳語としても認知されている。2019年から2020年にかけての新型コロナウイルス感染症（COVID-19）の流行期において、世界保健機関 (WHO) は感染を防止するのはあくまで物理的な距離であり、人はテクノロジーを経由して社会的なつながりを保つことができるという概念に基づき、「社会的」(social) 距離の代わりに「物理的」(physical) 距離という用語を用いるよう提案した。
ある未感染者が感染者と身体的接触を行う可能性を減少させることで、感染経路が制限され、死亡率の減少につなげることができる。社会距離の拡大策は良好な呼吸器官の衛生策（マスク着用、咳エチケット、呼吸器の分泌物や汚染物に触れた場合の手指消毒など）や手洗いと組み合わせて用いられる。 
伝染病の拡散速度を弱め、とりわけ医療システムに過重な負担をかけることを回避するために、パンデミック（広範囲の流行）の間は、学校の閉鎖、職場の閉鎖、隔離、検疫、防疫線による封鎖、大人数の集会の中止などの社会距離の拡大策がとられる。
現代では、過去の感染症の流行において社会距離の拡大策が成功した事例もいくつかある。アメリカ合衆国のセントルイスでは、1918年におけるインフルエンザのパンデミック（スペインかぜ）の初感染例が市内で確認されてすぐ、行政当局が学校の閉鎖、大人数の集会の禁止その他の社会距離の拡大のための介入策を実施した。セントルイスの死亡率は、インフルエンザの感染事例を確認したにもかかわらず大人数が参加するパレードを実施し、初感染事例の確認から2週間以上経過しても社会距離の拡大策をとらなかったフィラデルフィアの死亡率を大幅に下回った。社会距離の拡大策は2019年から2020年にかけてのコロナウイルスのパンデミックにあたっても実施されている。  
社会距離の拡大策は、感染症が次の1つないしそれ以上の方法で拡散する場合には、効果がより大きなものとなる。
- 飛沫感染（咳やくしゃみ）
- 接触感染（性交渉を含む）
- 間接的な物理的接触（例：汚染物の表面に触れる）
- 空気感染（微生物が空気中で長期間生存できる場合）

一方で、感染症が主として糞口経路（衛生管理が不十分な水、食物を通した感染）や蚊その他の昆虫など媒介者を通じて拡散する場合には、効果がより小さなものとなる。
社会距離の拡大策の欠点としては、孤独感、生産性の低下、人間関係に関連した便益の減少などが挙げられる。

## 理論的根拠

感染症の拡散割合および病院の収容能力超過による死亡者数を比較したシミュレーション。左側が社会的交流が通常状態の場合（200人が自由に行動する）で、右側が社会距離をとった場合（25人が自由に移動する）である。
緑色 = 健康で感染していない者
赤色 = 感染者
青色 = 感染症からの回復者
黒色 = 死亡者

疫学の観点では、社会距離拡大戦略の背後にある基本的な目標は、実効再生産数{\displaystyle R_{e}}ないし{\displaystyle R}を減少させることである。この実効再生産数は、社会距離の拡大策がなければ基本再生産数{\displaystyle R_{0}}、つまり全構成員が等確率で感染可能性のある集団内で1人の患者から感染する二次感染者数の平均値と等しいはずの値である。社会距離拡大戦略の基本モデル  において、全人口のうち{\displaystyle f}の割合の人々が、接触する人数を通常時を1として{\displaystyle a}にまで減らした場合、実効再生産数{\displaystyle R}は次の式で与えられる。
{\displaystyle R=[1-(1-a^{2})f]R_{0}}
たとえば、人口の25%が社会的接触を通常時の50%に減らすと、実効再生産数{\displaystyle R}は、基本再生産数{\displaystyle R_{0}}の81%となる。一見たいした削減幅でないようにも見えるが、病気の指数関数的な蔓延を遅らせる上で、大きく寄与し得る。
実効再生産数{\displaystyle R}の値を、十分に長い期間1未満にすることができた場合には、感染症の封じ込めが達成され、感染者数が減少することとなる。

## 定義
アメリカ疾病予防管理センター (CDC) は、社会距離拡大戦略について、一連の「感染症の拡散リスクを減少させる目的のため、人と人との間の接触の頻度および近接性を減少させる方法」と表現している。2019年からのコロナウイルスのパンデミック時に、CDCは社会距離拡大戦略の定義を「集団的な場 (congregrate settings) から離れていること、大人数の集会を避けること、可能であれば他者から約6フィート (183 cm)または2メートル (m)の距離を保つこと」に変更した。
上記より以前に、2009年の豚インフルエンザの流行時に、世界保健機関 (WHO) は社会距離拡大戦略のことを「他の人から少なくとも腕1つ分の距離を保ち、人が集まることを最小限に抑えること」と表現した。社会距離拡大戦略は、良好な呼吸器官の衛生策や手洗いと組み合わせて用いられるものであり、パンデミックを規模を縮小したり遅らせたりするのに現実的に最も実現性の高い方策と考えられている。

## 効果
社会距離拡大戦略は、咳やくしゃみなどで飛沫感染する感染症の場合に最も効果的である。性的接触を含む直接的な身体的接触による感染や、間接的な物理的接触による感染、または空気感染する場合にも効果的である。
しかし、感染が主に汚染された水や食物を介して、または蚊や他の昆虫などの媒介者によって伝染する場合、社会距離拡大戦略はあまり効果的ではない。
この戦略の欠点としては、不安・抑うつ・フラストレーション、もしくはスティグマ化といった心理的・社会的問題が発生することが挙げられる。

## 具体例

社会距離の拡大により感染のピークの急激な発生を防止(流行曲線の平坦化)し、医療サービスが需要に対応して医療サービスの量が増加し内容を改善するために必要な時間を延ばすことに寄与する。

病気が社会の中を循環しているということが認知されれば、人々が公共の場や他の人から離れていることを選択するという行動変容のきっかけとなる可能性がある。社会距離の拡大策が伝染病のコントロールのために実施される場合、便益をもたらしうる一方で経済的コストを伴う。社会距離の拡大策が有効に機能するためには、対策を即座に厳格に適用しなければならないことを、研究結果は示している。 伝染病の拡大抑制を目的とした社会距離の拡大策がいくつか実施されている。

### 身体的接触の回避

社会距離の拡大には、典型的には握手・ハグ・ホンギ (マオリ族で用いられる、鼻と鼻、額と額を触れ合う挨拶) の時に起こるような、身体的接触を行わない、ということが含まれる。

互いに最低2メートルの距離を取り、直接身体を触れ合うようなハグやジェスチャーを行わないことによって、インフルエンザのパンデミック(広範囲の流行)や2020年のコロナウイルスのパンデミックのような感染症の感染リスクが減少する。 個人で衛生上の予防策を取ったうえで、上記の離隔距離を保つことは、職場においてもまた推奨されている。 可能であれば、テレワークが推奨される場合もある。
握手という伝統に替わるような様々な方法が提案されている。手のひらと手のひらを合わせ、指を上に向け、その手を心臓のところに引きつける、ナマステのジェスチャーは、身体的接触を伴わない代替手段のひとつである。2020年におけるイギリスのコロナウイルス感染症の流行時にチャールズ3世（当時皇太子）がレセプションでの来賓との挨拶にこのジェスチャーを使い、世界保健機関 (WHO) のテドロス・アダノム・ゲブレイェソス事務局長やイスラエルのベンヤミン・ネタニヤフ首相がこのナマステのジェスチャーを用いることを推奨している。 その他の握手の代替手段としては、手をふること、シャカ・サイン（ハワイなどで用いられる、親指と小指を伸ばして残る3本の指を折りたたむ仕草）、イランの一部で用いられる手のひらを心臓の部分に置く仕草、などがある。

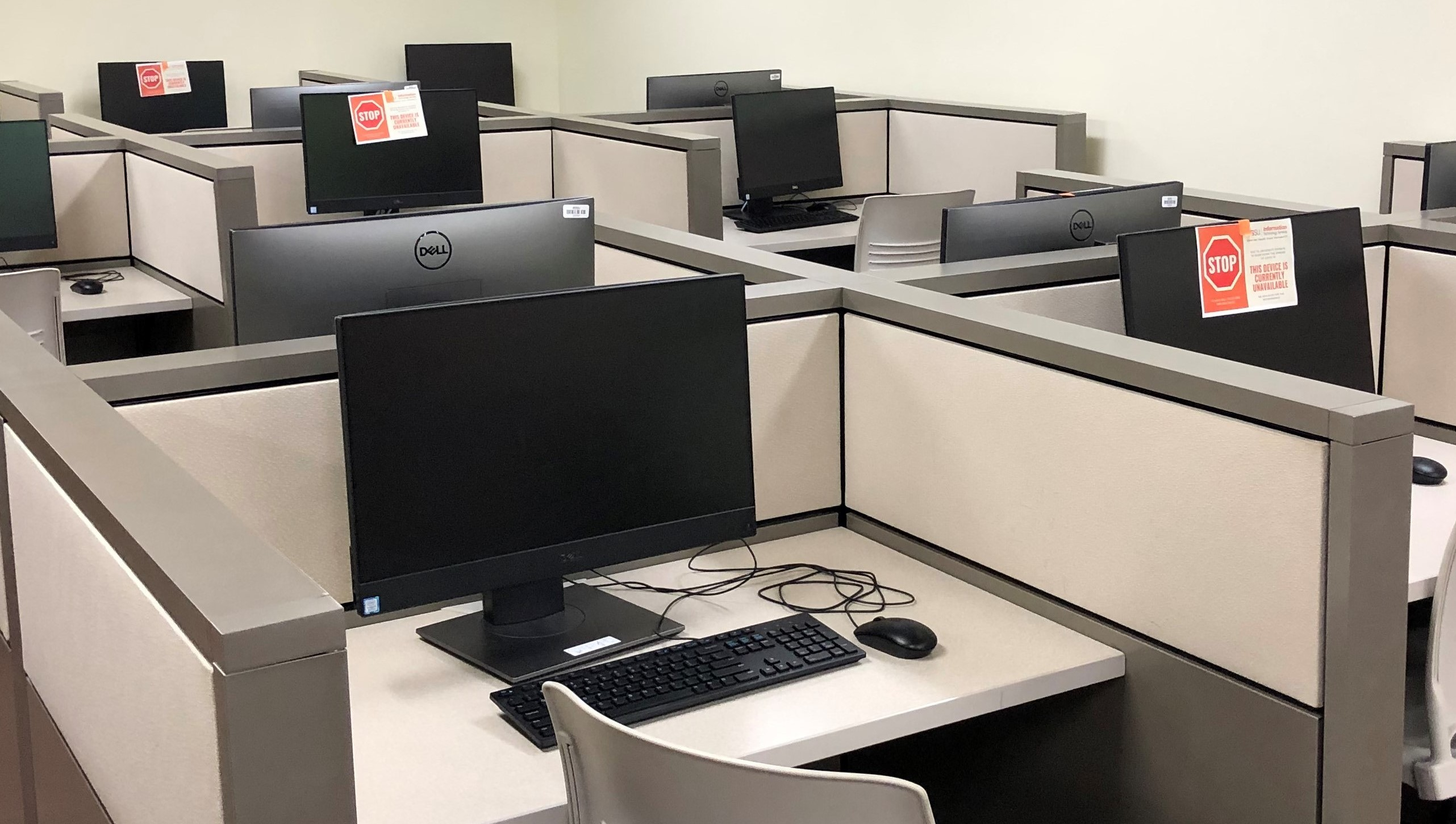
2台に1台の割合でワークステーションを停止させて従業員間の間隔を増やしたコンピュータ室
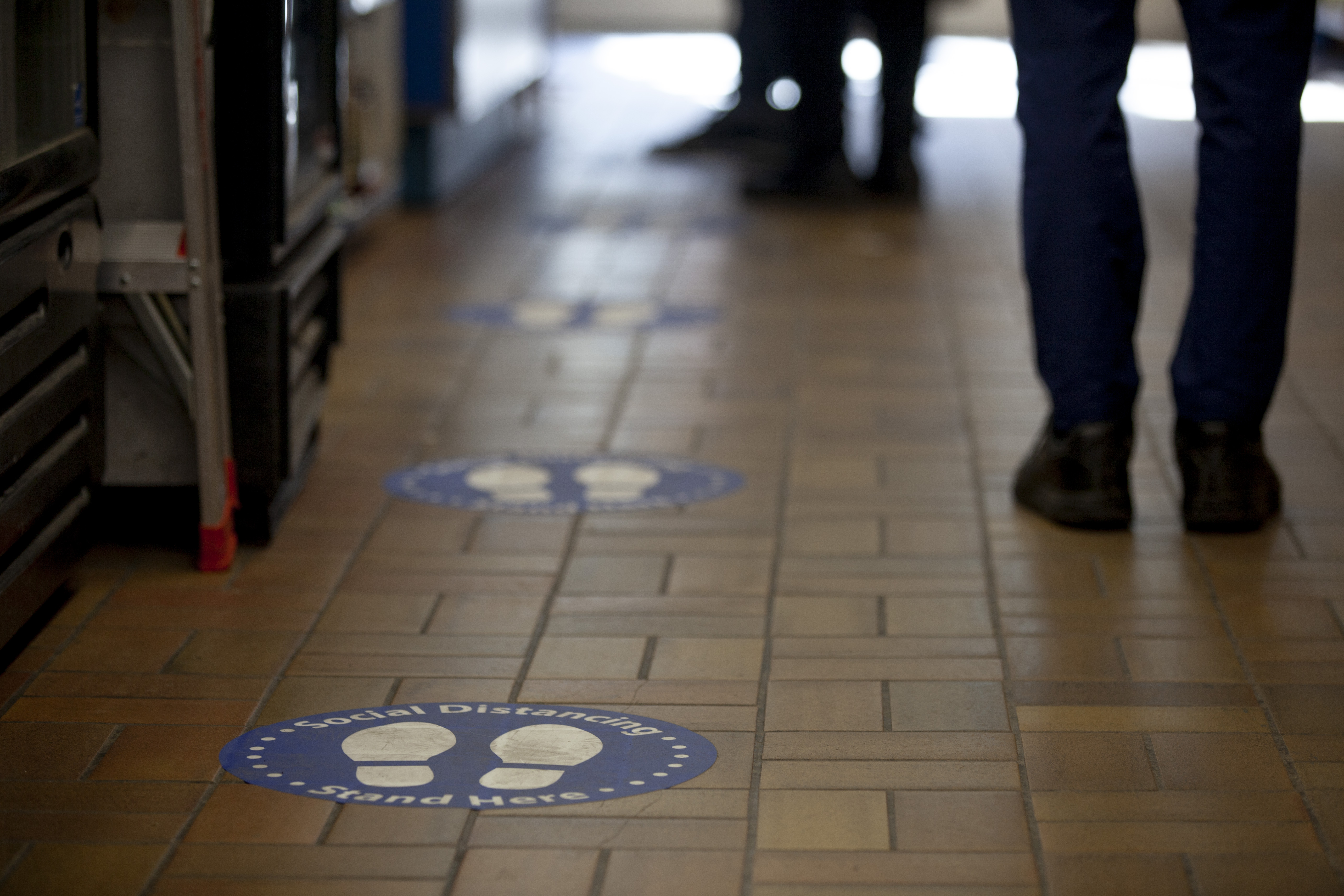
公共の場で人と人が間隔をとりやすくするための床の目印

### 学校の閉鎖

2009年のイギリスにおける豚インフルエンザの週毎の患者数の推移。イギリスでは学校は通常7月中旬から夏休み期間に入り、9月上旬に授業を再開する。

学校を閉鎖することによって感染症の流行を遅らせられる可能性が、数理モデルによって示されている。しかしながら、その効果は生徒が学校外でどの程度他人と接触を持っているかにもよる。両親のうち一方が仕事を休まねばならなくなることが多く、学校の閉鎖期間の延長が必要となる可能性がある。これらの要因によって社会的・経済的な混乱が起こる可能性がある。

### 職場の閉鎖
アメリカのデータに基づいた数理モデルやシミュレーションの研究結果からは、感染症の影響を受けた職場の10%が閉鎖された場合、総合的な感染症の伝播率は約11.9%となり、感染者数のピーク時期はわずかしか遅らせられないことが示唆される。一方で、感染症の影響を受けた職場の33%が閉鎖された場合、感染症の伝播率は4.9%にまで減少し、感染者数のピーク時期が1週間遅らせられる。職場の閉鎖の対象には「必要不可欠でない」事業サービスや社会サービスの閉鎖が含まれている(「必要不可欠でない」サービスとは、地域社会の主要機能の維持を行わない事業所・機関という意味で、必要不可欠なサービスの対義語である)。

### 大人数の集会の中止
大人数の集会の中止対象には、スポーツのイベント、映画・ミュージカルの公演などが含まれる。大人数の集会によって感染症の伝播の潜在的可能性が増加していることを示唆する証拠は決定的なものではない。ある種の大人数の集会がインフルエンザの伝染リスクの増加と関連しており、またパンデミック時においては、地域の中に新たなウイルスの集団の種を播き、その地域社会に伝染を引き起こしてしまう原因となる可能性を示唆する事例証拠（逸話や風聞などの形をとる形式的ではない証拠）が存在する。1918年のインフルエンザのパンデミック（スペインかぜの流行）時にアメリカのフィラデルフィアおよびボストンにおいて開催された軍事パレードにおいて、感染した船員と一般市民の群衆がまざりあったことが感染症を拡散させた原因となった可能性がある。大人数の集会を規制することと、その他の社会距離の拡大策の介在を組み合わせることで、感染症伝播の減少に役立つ可能性がある。

### 旅行の制限
国境規制もしくは国内旅行の制限は、99%のカバー率で実施しない限り、感染症の拡大を2週間から3週間以上遅らせられない見込みである。空港でのスクリーニング検査は、カナダおよびアメリカ で発生した2003年のSARS(重症急性呼吸器症候群)のアウトブレイク(突発的発生)においては、ウイルスの伝播の防止に効果がないことが分かった。オーストリアとオスマン帝国との間の国境において、腺ペストの感染者がオーストリア側に流入することを防止するため1770年から1870年まで厳格な国境の管理が実施されたが、これは効果があったと言われている。国境管理策が設定されてからオーストリア領内では一度も大規模な疫病の流行が発生しなかったためであるが、一方でオスマン帝国側では19世紀後半まで何度も伝染病の蔓延に悩まされ続けた。
2020年3月に公表されたノースイースタン大学の研究では、「中国との間の旅行の制限は、地域社会や個人のレベルで感染減少の努力が行われ、それらの努力と組み合わさる場合にのみ、COVID-19の拡大の速度を遅らせられる。[...]旅行の制限は、社会距離の拡大と組み合わせて実施されなければ十分な施策ではない。この研究によって、武漢における旅行の禁止措置は、国外に対する感染症の拡大を80%程度減少させたものの、 中国本土の他地域への感染症の拡大を3日から5日程度遅らせたに過ぎなかったことが明らかになった。旅行の制限措置が有効でなかった主な理由は、多くのCOVID-19感染者が感染の初期段階において症状を示さないためである。

### 感染からの遮蔽
個人が感染から遮蔽を行う方法には、対面を行う方法には、対面での接触を制限すること、電話やネット上で業務を行うこと、公共の場を避けること、不要な出張を減らすこと、などがある。

### 検疫
2003年にシンガポールで発生したSARSのアウトブレイクにおいては、感染症が蔓延しないよう管理する手段として、約8,000人が自宅での検疫を義務づけられ、それ以外の4,300人については症状がないか自己検査を行ったうえ、保健機関に毎日電話をするよう求められた。結局SARSと診断されたのは58人だけであったが、公衆衛生当局者はこの方法が感染症のさらなる拡大防止に寄与しているとして満足していた。 2009年のテキサス州のインフルエンザ流行においては、住民の自主的な自己隔離が感染症伝播の減少に役立った可能性がある。検疫には、マイナスの精神的影響が短期的にも長期的にも存在するとの研究結果が報告されている。

### 防疫線による封鎖
1995年、ザイール(現在のコンゴ民主共和国)のキクウィトにおいて、エボラ出血熱がアウトブレイクを起こさないよう管理するために防疫線が用いられた。 モブツ・セセ・セコ 大統領は、キクウィトの町を軍隊で包囲し、町に入る全ての飛行を中断させた。キクウィトの町の中では、世界保健機関(WHO)およびザイールの医療チームがさらなる防疫線を設置して医療措置区域および埋葬区域を一般住民から隔離し、感染症を封じ込めることに成功した。

### 予防隔離
1918年のインフルエンザのパンデミック(スペインかぜの流行)時に、コロラド州の町ガニソンは、感染症の流入を防止するため、2カ月間町全体を自己隔離した。高速道路にはバリケードが設置され、町に到着した列車の乗客は5日間隔離された。予防隔離の結果として、ガニソンでは感染症が流行した期間中のインフルエンザによる死者数はゼロとなった。他に複数の自治体が類似の対策を採用した。

### その他
その他の対策には、公共交通機関の運転停止や運転の制限、スポーツ施設(地域のプール、ユースクラブ、体育館) の閉鎖 清浄地域の確保、他人と会う機会を減らす、人込みを避けるなどの自己防衛、などがある。 
ジョンズ・ホプキンズ大学ブルームバーグ公衆衛生学部のBruce Y. Leeは以下を列挙する。（上記と重複するものもある）
1. できるだけ家から出ない
2. 2 m以内に近づかない
3. 体を密着させない
4. 部屋、エレベータのなかでも距離を置く
5. 握手・ハグ・キスをしない（日本人のようなお辞儀など代わりになる方法を探す）
6. 職場・学校・映画館・スポーツイベントを避ける（在宅勤務・遠隔授業・インターネット視聴などに切り替える）
7. 食料品店やコインランドリーは空いている時間に行く
8. ラッシュアワーを避ける（満員電車を避ける）
9. ペン・押ボタン・ドアノブなど、多くの人が触れた可能性のあるものには触らない。触った場合には、すぐによく手を洗う。ペンは携帯する。ドアノブに触るときは、清潔なペーパータオルなどを使う。
10. 会議・集会・ハッピーアワーのバーを避ける。感染していないという確証が得られる人とだけ、少人数で集まる。

## 欠点
社会距離の拡大には、参加者に精神衛生上の悪影響をおよぼす可能性があるという懸念がある。社会距離の拡大策に参加することで、ストレス、不安、抑うつないしパニックが、特に既に不安障害、強迫性障害や偏執病などの精神状態にある個人に、引き起こされる可能性がある。マスメディアによって 、パンデミックとその経済波及、それらに起因する苦難について広く報道されることが、不安を作り出す可能性がある。他者と離れていることによる精神的ストレスに加え、日常環境の変化や将来に対する不確実さによってもストレスが増すことがある。

## 言葉の使い方
社会距離を示す英語である "social distance"「ソーシャルディスタンス」という言葉は1830年前後から、階級や民族を異にする人々の間に生じる距離感を指して使われており、社会科学の用語として広く使われていた。"social distancing"「ソーシャルディスタンシング」も、そのような距離をとる行為を指して社会科学関連の文献において1950年代末から2010年代にいたるまで広く使用されていた。一方社交上、対人間であけるべき物理的な距離という意味の "social distance"「ソーシャルディスタンス」は1935年から用例がある。しかしながら2019年以降の新型コロナウイルス感染症流行により、"social distancing"「ソーシャルディスタンシング」及び名詞の"social distance"「ソーシャルディスタンス」が感染症予防のためにとるべき対人間の距離という意味で広く使われるようになり、2020年の3月にはメリアム＝ウェブスター英語辞典のウェブ版にこれらの名詞の意味が登録された。
一方で "social" という語を用いることについては、感染症予防のために対面で人と接することを控えたとしてもテクノロジーを用いた人間同士の交流は可能であり、「実際には社会的や社交的に他人と距離を置いて疎遠になることを求めているわけではない」ことから、批判がある。世界保健機関は物理的距離を意味する "physical distance" をより望ましいものとして提案している。

## 企業による広告
ソーシャルディスタンスが呼びかけられる中、企業がこの習慣を広めるための広告キャンペーンを行った。

### 企業ロゴを用いた広告
マクドナルド（ブラジル法人）、コカ・コーラ、アウディ、フォルクスワーゲン、ZARAなどは認知度の高いロゴに文字間を開けるなどの改変を施し公開。ソーシャルディスタンスの概念や意義を視覚的に訴えた。日本企業でもau、文化放送、東洋経済オンライン、シャープなどが企業ロゴやアカウント名に間隔を設けソーシャルディスタンスを呼びかけた。

### グラフィックデザインを用いた広告
岐阜新聞掲載「Stay Home With News Paper」では紙面から2メートル離れることで文字が見えるようになるというギミックを用いた広告が掲載され、紙面を見た読者がSNSに投稿したことで広く拡散された。その他、福島民報・福島民友掲載「福島産アイデア」では紙面の両端を2人で持つとソーシャルディスタンスの距離になるという仕掛けの企画を掲載するなど、新聞・ポスターなどのグラフィックデザインでソーシャルディスタンスのメッセージを伝達する広告も見られた。

### ソーシャルディスタンスの先駆けとしての広告
博多とんこつラーメン屋『一蘭』の味集中システムは、コロナ禍発生後に一蘭自身が元祖ソーシャルディスタンスとして売り出し、各種メディアからも注目を集めた。続いて、一蘭が味集中システムと結び付けて衛生対策の方法を体系化し、一蘭モデル (ICHIRAN MODEL) として公開した。一蘭は、店主交代による再出発として1993年に開店した那の川店で、女性客からの「1人で入店し辛い」との要望を受けて席の間に仕切り板を用意し始め、コロナ禍発生の17年前の2003年8月8日には「味集中システム」の特許取得に至っていた（特許の内容については「特開2005-063009」を参照）。一蘭におけるソーシャルディスタンスの実践は、那の川店から数えて30年近くになる計算である。